# Жуковська сільська рада (Куртамиський район)
Жу́ковська сільська рада (рос. Жуковский сельский совет) — сільське поселення у складі Куртамиського району Курганської області Росії.
Адміністративний центр — село Жуково.
Населення сільського поселення становить 342 особи (2017; 448 у 2010, 596 у 2002).

## Склад
До складу сільського поселення входять:
| Населений пункт    | Населення, осіб (2002) | Населення, осіб (2010) |
| ------------------ | ---------------------- | ---------------------- |
| Жуково, село       | 424                    | 337                    |
| Сорокино, присілок | 172                    | 111                    |